# Distretto di Szarvas
Il distretto di Szarvas (in ungherese Szarvasi járás) è un distretto dell'Ungheria, situato nella provincia di Békés.